# Casargo
Casargo är en ort och kommun i provinsen Lecco i regionen Lombardiet i Italien. Kommunen hade 829 invånare (2018).